# Асогес
Асогес (исп. Azogues) — город в провинции Каньяр Эквадора. Административный центр одноименного кантона и провинции Каньяр.
Расположен в южно-центральной части Эквадора в Эквадорских Андах (известных как «Сьерра») на высоте около 2500 м на Панамериканском шоссе северо-восточнее города Куэнка.
Население в 2010 году составляло 33 848 человек.

## История

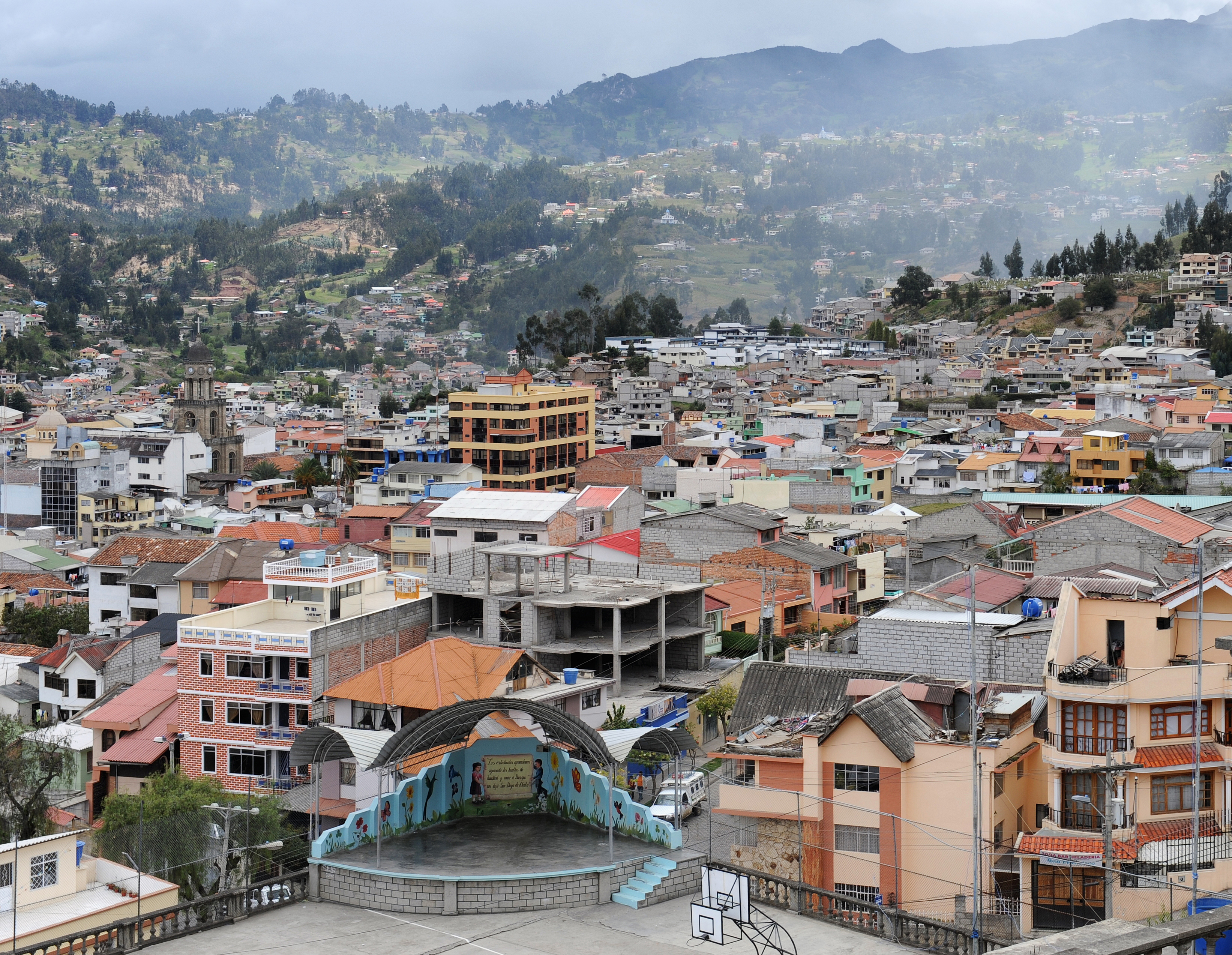
Часть города

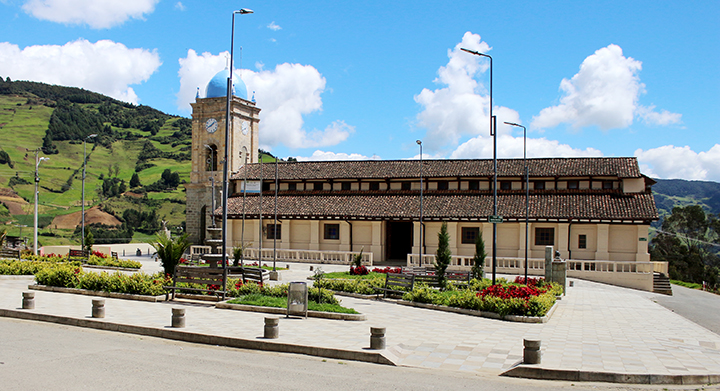
Приходская церковь Сан-Андрес-де-Тадай

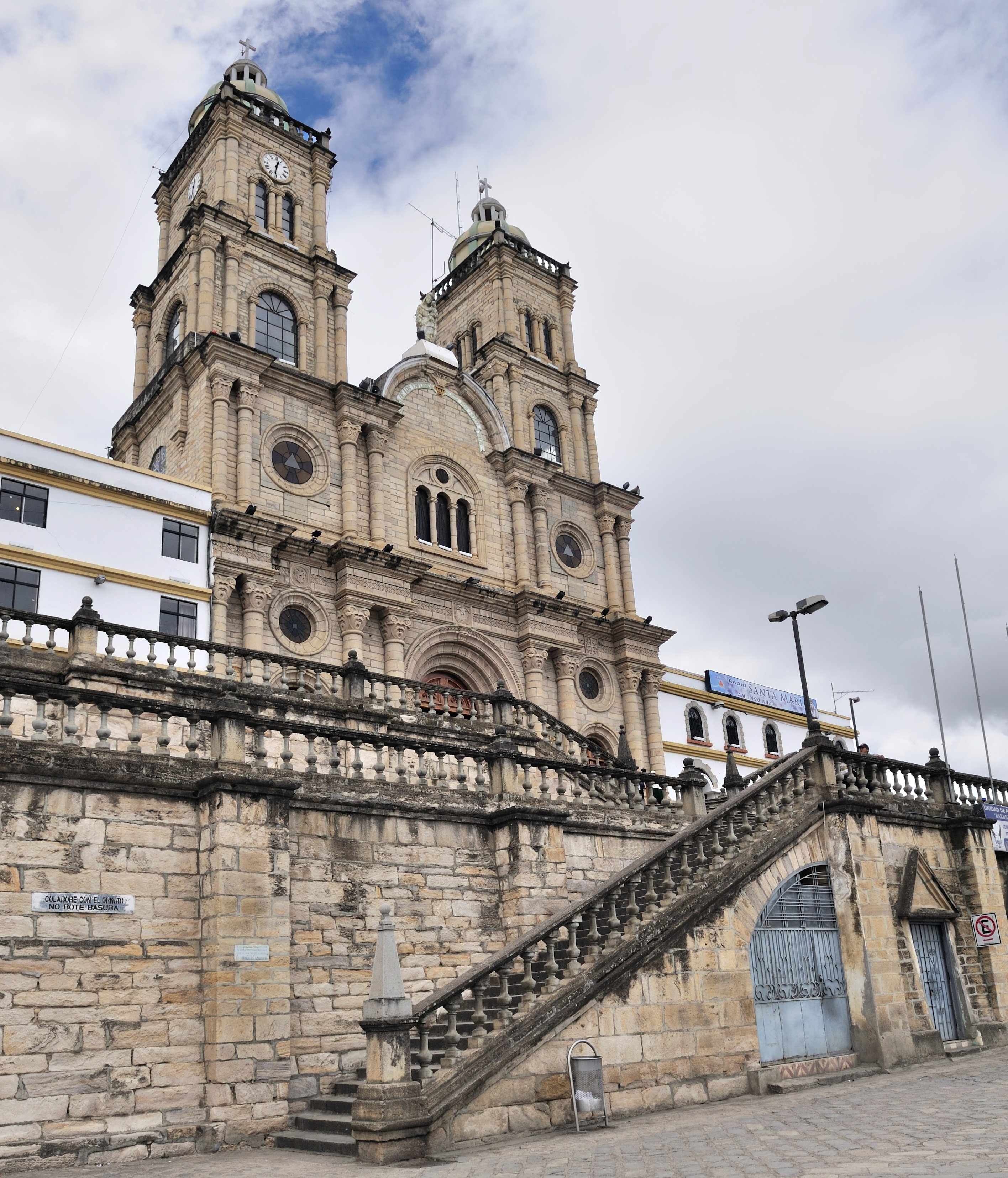
Фасад собора св. Франциска в Асогесе

Территория Города была населена южноамериканским индейским племенем каньяри. Каньяри были подчинены инками в результате завоевательных походов Уайна Капака в конце 15 века и испанскими конкистадорами под командованием Себастьяна де Белалькасара в 1533/1534 году, при этом многие тысячи каньяри были убиты.
После открытия ртутных месторождений в 1558 году здесь возникло поселение горняков.
Официально основан 16 апреля 1825 года.

## Экономика
Экономика Асогеса ориентирована на сельское хозяйство. Регион провинций Каньяр и Асуай известен изготовлением национальных головных уборов Эквадора, так называемых, шляп панам, бо́льшая часть которых идет на экспорт. Также развиты цементная и швейная промышленность, ремесленная керамика.
В 1968 году здесь на части территории архиепархии Куэнки была создана Епархия Асогеса буллой «Чем больше христиан» (лат. Quo magis Christi fidelium) римского папы Павла VI.